# Wolf Heinrich von Baudissin (General, 1579)

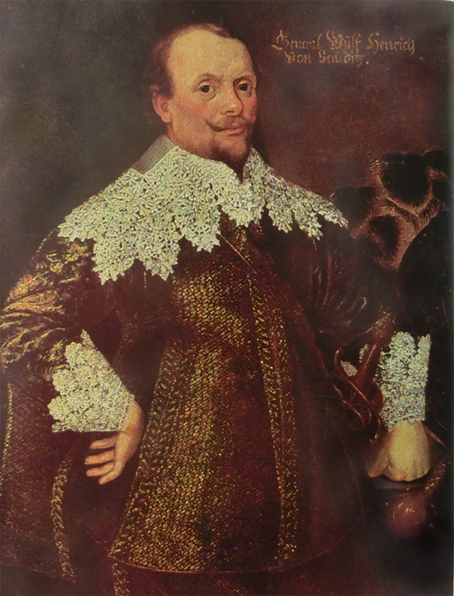
Wolf Heinrich von Baudissin auf einem Bild von 1633

Wolf Heinrich von Baudissin, gelegentlich auch Wulf Heinrich von Bauditz genannt, (* 1579 in Luppa; † 24. Juli 1646 bei Rosenberg) war ein General und Feldmarschall im Dreißigjährigen Krieg, der nacheinander in dänischen, schwedischen und kursächsischen Diensten stand.

## Militärische Laufbahn
Der aus altem schlesisch-lausitzischen Adel stammende Wolf Heinrich von Baudissin verbrachte einen Teil seiner Jugend am kaiserlichen Hof in Wien und begann seine militärische Laufbahn mit der Teilnahme an Feldzügen in Ungarn. 1613 wurde er von Venedig angeworben und diente im Friauler Krieg als Leutnant. Nach Beginn des Dreißigjährigen Krieges ging er nach Böhmen, wo er 1620 als Rittmeister für König Friedrich von der Pfalz in der Schlacht am Weißen Berg kämpfte. Der dortigen Niederlage entkam er nach Glatz, wo er bei der Belagerung der Stadt 1622 durch große Tapferkeit aufgefallen sein soll. Im Jahr 1625 ging er als 28-jähriger Mann in dänische Dienste und wurde im folgenden Jahr zum Oberst befördert. Er kämpfte zunächst unter Ernst von Mansfeld und erhielt nach dessen Tod 1626 den Oberbefehl über die Truppen. Als General der Kavallerie bewahrte er im Sommer 1627 bei Koschau an der Oder die dänische Reiterei vor der Vernichtung durch Wallenstein und führte diese in verlustreichen Kämpfen zurück nach Dänemark. Noch vor dem Lübecker Frieden beendete er sein Dienst für den König von Dänemark und trat 1628 in schwedische Dienste. Für Gustav Adolf kämpfte er zunächst im Polnisch-Schwedischen Krieg in Polen. Nach einer Gefangennahme durch polnische Truppen wurde Baudissin wegen Plünderei angeklagt, jedoch durch die Fürsprache König Sigismunds vor der Hinrichtung bewahrt und auf Grund des schwedischen Sieges bald freigelassen.

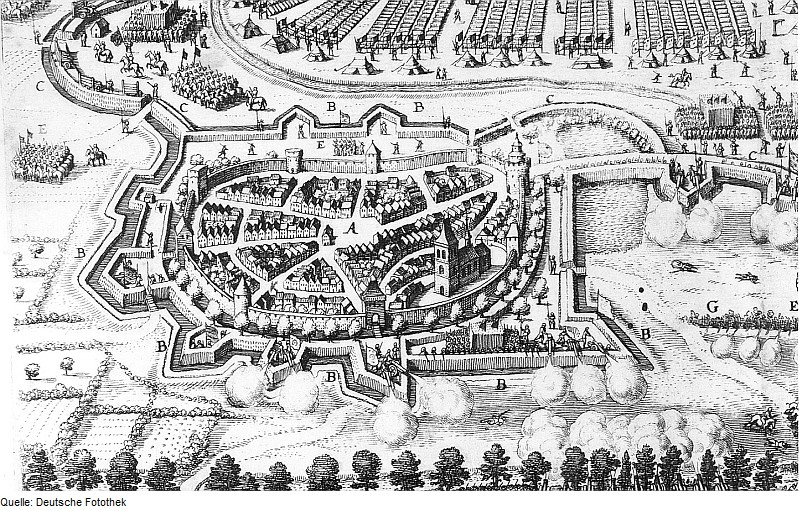
Zeitgenössische Darstellung der Schlacht von Werben (1631)

Nach dem Eintritt der Schweden in den Dreißigjährigen Krieg befehligte Baudissin als General die schwedische Kavallerie in der Schlacht bei Werben im August 1631 und war maßgeblich an Gustav Adolfs dortigem Sieg über Graf Tilly beteiligt. Auch beim anschließenden großen schwedischen Sieg bei Breitenfeld trug er zum glücklichen Ausgang der Schlacht bei.
Nach dem Tod des schwedischen Königs führte er im Herbst 1632 eine schwedische Armee von etwa 8000 Fußsoldaten und 2800 Reitern von Frankfurt über den Westerwald ins Rheinland. Ziel des Feldzuges war es, die neutralen rheinischen Fürstentümer vom Kriegseintritt auf katholischer Seite abzuschrecken. Darüber hinaus bot das bis dahin vom Krieg verschonte Rheinland gute Aussichten für die Erhebung von Kontributionen, die für die Finanzierung der Söldnertruppen benötigt wurden. Nachdem seine Truppen Bingen erobert hatten, zogen sie nordwärts und eroberten die kurkölnische Burg auf dem Drachenfels, wodurch sie die Kontrolle über das Mittelrheintal erlangten. Nach der Eroberung von Linz am Rhein setzten seine Truppen über den Rhein und besetzten die kurkölnischen Städte Remagen, Sinzig und Ahrweiler mit wenig Gegenwehr. Am 16. November wurde Andernach erobert und geplündert, da ein schwedischer Parlamentär dort zu Schaden gekommen sein soll.
Am 27. Oktober 1632 ließ er die Stadt Siegburg stürmen, die für die folgenden Jahre zum schwedischen Stützpunkt wurde. Mit Blankenberg, Wipperfürth, Radevormwald und Solingen wurden weitere Städte des Bergischen Landes besetzt. Auch die alte Residenz der Herzöge von Berg in Schloss Burg wurde von seinen Truppen beschossen und kurz belagert, aber nicht erobert. Vom Bergischen Herzog forderte er die phantastische Summe von 6 Millionen Reichsthalern an Kontributionen, was dieser ablehnte. Am 21. Dezember 1632 griff er die gegenüber Köln gelegene Stadt Deutz an, da er dessen Befestigung durch die Freie Reichsstadt Köln als Bruch von dessen Neutralität wertete. Jedoch zwang ihn die starke Kölner Gegenwehr schon am nächsten Tag wieder zum Rückzug. Baudissin hielt weiterhin große Teile von Kurköln und des Herzogtums Jülich-Berg unter Missachtung von deren Neutralität besetzt, verzichtete aber auf Angriffe gegen deren stark befestigten Residenzstädte Bonn und Düsseldorf.
Im März 1633 überwarf sich Baudissin mit dem schwedischen Reichsrat, da er seine Verdienste zu gering belohnt sah. Während die schwedischen Truppen am Rhein durch spanische und kölnische Verbände zunehmend unter Druck gerieten, beendete er seine Dienste für die Schweden.
Baudissin ging zunächst nach Schleswig-Holstein, wo er im gleichen Jahr zum zweiten Mal heiratete und in die Ritterschaft aufgenommen wurde. Nachdem zahlreiche protestantische Fürstentümer sich im Prager Frieden von den Schweden gelöst hatten, trat Baudissin 1635 für Johann Georg I. von Sachsen in kursächsische Dienste. Aber schon am 22. Oktober des gleichen Jahres musste er bei Dömitz eine schwere Niederlage gegen die Schweden hinnehmen. 1636 wurde er im Verlauf der Belagerung von Magdeburg durch einen Schuss in die Hüfte schwer verwundet und musste am 30. Juni des gleichen Jahres den militärischen Dienst quittieren. 1635 schenkte ihm der Oldenburger Graf Anton Günther das Gut Neuenfelde bei Elsfleth.
Nach einer zeitgenössischen Darstellung soll Baudissin im Laufe seiner militärischen Laufbahn neben zahlreichen Hiebverletzungen insgesamt 13 Schusswunden erlitten haben, von denen bei seinem Tode noch immer zwei Kugeln im Leibe steckten. Baudissin galt bei Verbündeten und Gegnern als mutiger, teilweise auch als verwegener Soldat, dem aber nicht die strategische Weitsicht eines großen Feldherren bescheinigt wird. Andere Quellen schreiben über Baudissin, seine Geldgier und Skrupellosigkeit sei von Freund und Feind gleichermaßen verachtet worden.

## Diplomatische Dienste

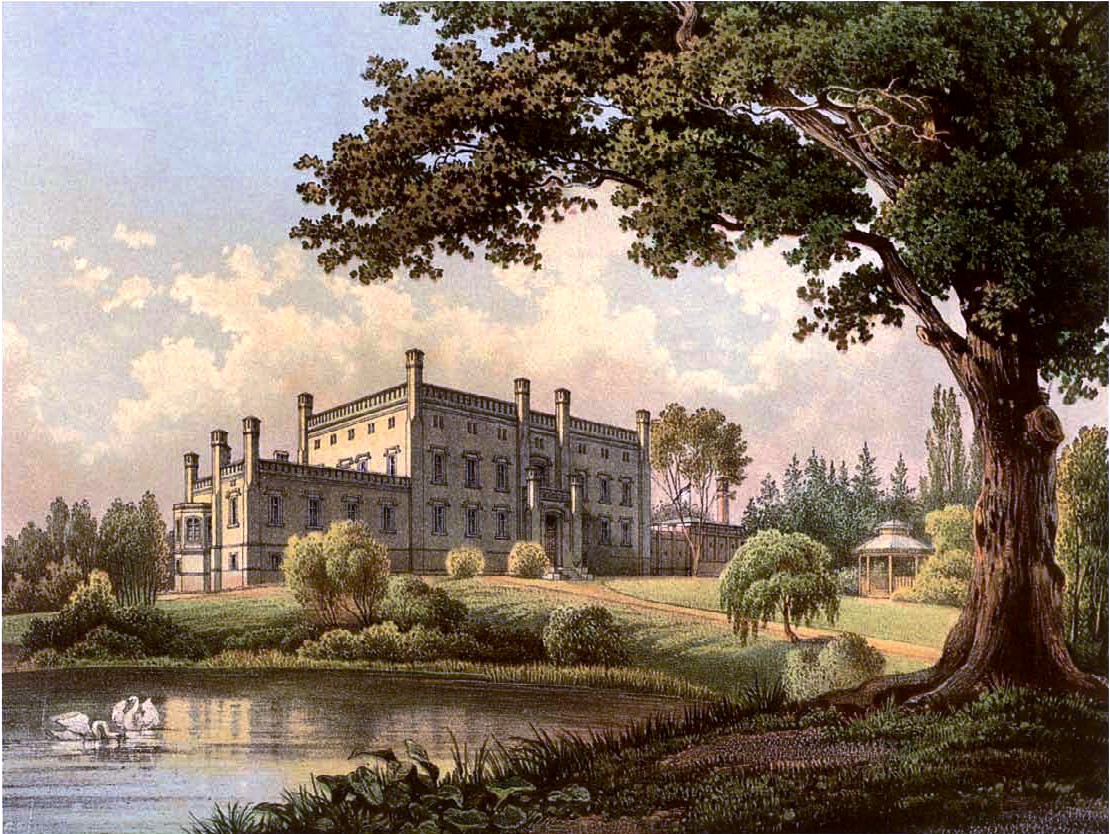
Rittergut Bellschwitz um 1860, Sammlung Duncker

Nach Beendigung seiner militärischen Diensten übernahm Baudissin mehrere Verwaltungsposten und war mit diplomatischen Aufgaben betraut. So war er königlich polnischer Wirklich Geheimer Kriegsrat und in der Folgezeit als sächsischer Gesandter für Dänemark und Polen am dänischen Königshof tätig. Für seine Verdienste erhielt er den dänischen Elefanten-Orden. Nach seinem Tod am 24. Juni 1646 auf Gut Bellschwitz bei Rosenberg fand er seine letzte Ruhestätte in der Marien-Kirche in Elbing.

## Familie
Wolf-Heinrich war der Sohn des Christoph von Baudissin, Stammvater der später in den Grafenstand erhobenen Baudissins in Schleswig-Holstein und Österreich.
Er war zweimal verheiratet. 1625 heiratete er in Oldenburg Anna Sophia von Kißleben († 4. Oktober 1629) Tochter des Drosten von Övelgönne Bernhard von Kißleben und dessen Ehefrau Maria von Thal. Seine Frau verstarb bei der Geburt des Sohnes Gustav Adolf. Nach ihrem Tod heiratet er am 5. August 1633 Sophia von Rantzau (1620–1697), eine Tochter des Gerdt von Rantzau-Breitenburg.
Kinder
- Gustaf Adolf („Bauditz“) (* Oktober 1629 in Elbing; † 10. April 1695 in Aurich), dänischer General
- Heinrich Günther (1636–1673), Vater des ersten Grafen von Baudissin; Wolf Heinrich, (1671–1748)